# Glorinha Beuttenmüller
Maria da Glória Cavalcanti Beuttenmüller (Rio de Janeiro, RJ, 4 de agosto de 1925 – Rio de Janeiro, RJ, 6 de maio de 2024) foi uma fonoaudióloga e escritora brasileira conhecida como a moderadora da fala do jornalismo brasileiro.

## Primeiros anos
Segunda filha de Gustavo Linhares Beuttenmüller e Laura Cavalcanti, ambos cearenses, nasceu em 4 de agosto de 1925 na cidade do Rio de Janeiro, quando sua mãe adoeceu durante a gravidez e precisou ir ao Rio para tratamento. A família, que então morava no Rio Grande do Sul em virtude do trabalho itinerante de seu pai, já tinha a pequena Teresinha. Após os primeiros cinco meses de vida de Maria da Glória, sua mãe se recupera e então todos retornam à Região Sul.

## Carreira

### Contato com a fonoaudiologia
Visto ser um fiscal do imposto de consumo baseado no Distrito Federal, seu pai precisava viajar muito com a família, o que possibilitou que a futura fonoaudióloga entrasse em contato com as culturas das várias cidades e estados por onde passavam. Se por um lado, essa diversidade fez que ela sorvesse da riqueza de sotaques e pronúncias do país, por outro produziu nela um efeito pouco desejado — a absorção dos vários sotaques deixou sua fala quase incompreensível para muitos daqueles que a ouviam. Para sanar esse problema, seus pais a estimularam a fazer aula de declamação. Foi a partir daí que ela se deu conta da importância da fala para a boa comunicação.
Em 1932, após se estabelecer no Rio com a família em virtude da transferência de seu pai, Glorinha inicia seus estudos de declamação. Com o tempo, passou a se apresentar em recitais e a dar aulas de declamação, iniciando o que viria a ser o alicerce de sua profissão.

### Terapeuta da fala
Em meados da década de 1960, um fato curioso marcou sua carreira: uma deficiente visual precisou de ajuda para preparar uma conferência que ministraria no Instituto Benjamin Constant e chamou Glorinha para ajudá-la com certas palavras do texto às quais tinha dificuldade de pronunciar, o que fez a fonoaudióloga se dar conta de que as palavras não são apenas conjuntos de sons articulados, mas têm «cor» e forma. Após a conferência da professora deficiente visual, Glorinha Beuttenmüller foi convidada a ministrar aulas no instituto, ensinando outros deficientes a se expressar melhor, o que a conduziu ao desenvolvimento do próprio método de ensino, que ela chamaria de «terapia da fala».
Em dezembro de 1961, um coral formado por deficientes do instituto treinados pela fonoaudióloga apresentou-se no Teatro Maison de France e o evento teve grande repercussão na imprensa carioca, o que deixou os dotes profissionais de Glorinha ainda mais conhecidos. A procura por seus serviços se avolumaram, principalmente vinda de profissionais que dependiam da voz para desempenhar suas funções. Nessa época ela também ministrava cursos de impostação vocal em instituições como Rádio MEC, Universidade Santa Úrsula, PUC-RJ e Uni-Rio (então Fefierj). O Teatro de Arena, que na época era uma das companhias teatrais mais importantes do Brasil, também a chamou, e entre o fim dos anos 1960 e meados dos 70 ela atuou em emissoras de rádio cariocas (Rádio Rural, Tupi e Jornal do Brasil).
Glorinha Beuttenmüller trabalhou por dezoito anos na Rede Globo, convidada por Armando Nogueira e Alice Maria para que uniformizasse o modo de falar dos jornalistas da empresa, que eram provenientes de várias regiões do Brasil. Para além do jornalismo, com seu conhecimento de teatro e da arte da fala, foi a fada-madrinha de artistas, cantores e políticos, que a procuravam para «aprender a usar a voz». A terapeuta já moderou vozes de jornalistas como William Bonner e Fátima Bernardes, assim como atores e atrizes consagrados, como Fernanda Montenegro, entre dezenas de outras personalidades.
Em seus últimos anos, Glorinha costumava lecionar na Faculdade CAL de Artes Cênicas, no Rio de Janeiro.

## Livros
Entre seus livros publicados destacam-se:
- Você sabe falar? (1961)
- Expressão oral - Integração do cego à sociedade (1968)
- Ortofonia e Ortodontia - duas ciências unidas para o êxito de um trabalho (1971)
- Método espaço-direcional - dicção, plano de disciplina; Voz e respiração (1973)
- Expressão Vocal e Expressão Corporal (1974) (em parceria com Nelly Laport)
- Locução e TV (1976)
- O despertar da comunicação vocal (1995)

## Vida pessoal
No início da década de 1940, a fonoaudióloga casa-se com Roberto Bastos e tem dois filhos, Vânia Maria Beuttenmüller Bastos e Antônio Frederico Beutenmüller Bastos (já falecido), separando-se posteriormente.

## Morte
Morreu no dia 6 de maio de 2024 aos 98 anos, em sua residência no Rio de Janeiro.